# Primula elatior
La primula maggiore (Primula elatior  (L.)Hill., 1765) è una pianta erbacea della famiglia delle Primulacee che cresce spontaneamente in prati e boschi umidi.

## Etimologia
L'epiteto specifico (elatior) deriva dal latino e può significare “grande” o “largo” facendo riferimento al fatto che questa specie tra le Primule a fusto alto ha i fiori più grandi.
In lingua tedesca questa pianta si chiama Hohe Schlüsselblume; in francese si chiama Primevère élevée; in inglese si chiama Oxlip.

## Descrizione

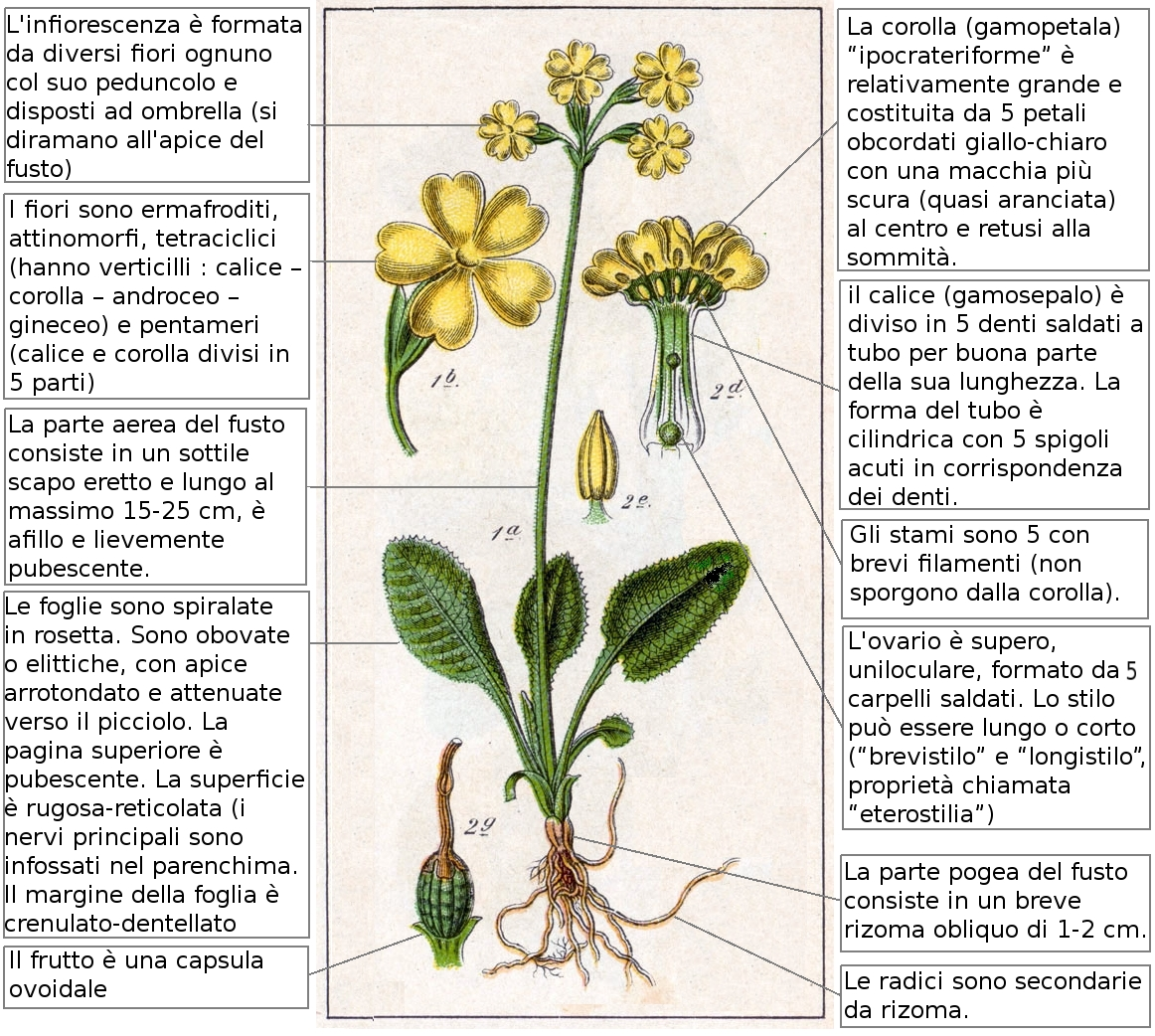
Descrizione delle parti della pianta

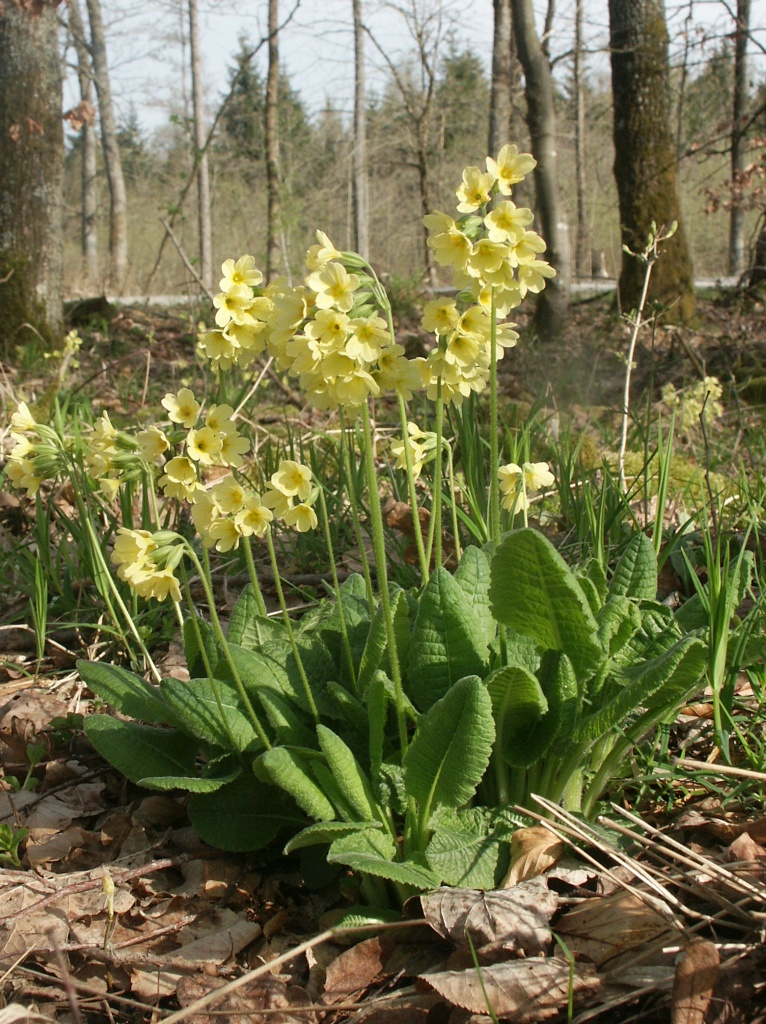
Il portamento

È una pianta erbacea perenne. La fioritura è unica nel corso dell'anno (sono piante “monocarpiche” = un solo frutto nell'arco della stagione). L'altezza varia da 10 – 30 cm. La forma biologica è del tipo emicriptofita rosulata (H ros), ossia sono piante con gemme svernanti al livello del suolo e protette dalla lettiera o dalla neve, con foglie disposte a formare una rosetta basale.

### Radici
Le radici sono secondarie da rizoma.

### Fusto
- Parte ipogea: la parte ipogea del fusto consiste in un breve rizoma obliquo di 1 – 2 cm.
- Parte epigea: la parte aerea consiste in un sottile fusto eretto e lungo al massimo 15–25 cm, ed è afillo e debolmente pubescente.

### Foglie

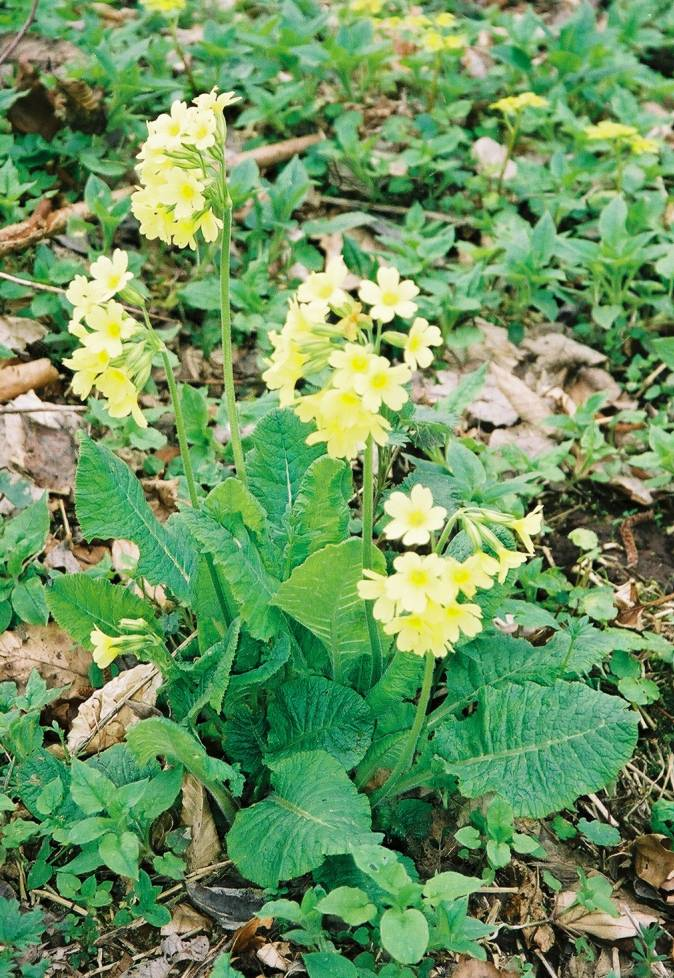
La rosetta basale

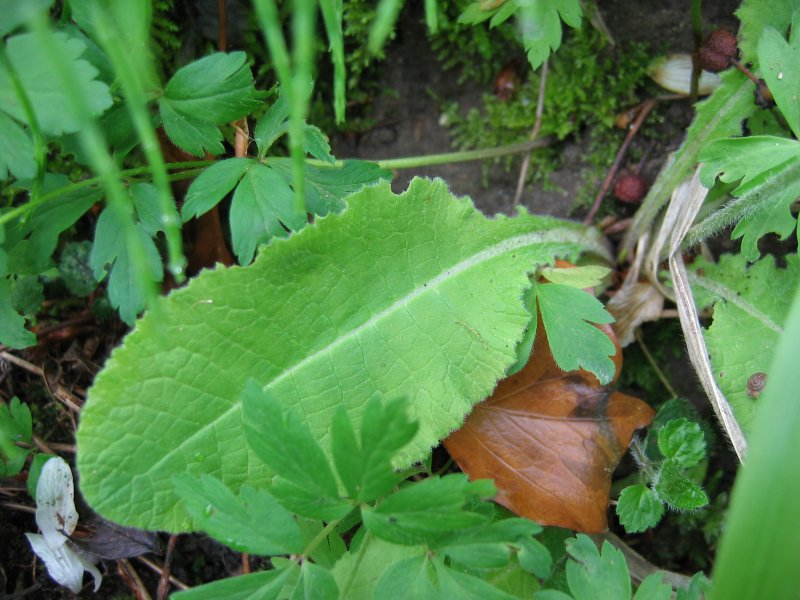
La foglia

Le foglie sono spiralate in rosetta (sono presenti solo le foglie basali o radicali). Sono obovate (od obovate-ellittiche), con apice arrotondato e attenuate verso il picciolo (che è relativamente lungo e allargato, ossia alato). La pagina superiore è pubescente e in parte anche quella inferiore (eventualmente di colore grigiastro). La superficie è rugosa-reticolata (i nervi principali sono infossati nel parenchima). Il margine della foglia è crenulato-dentellato (i denti sono progressivamente più piccoli verso l'apice), inoltre nelle giovani foglie il margine è revoluto, ossia ripiegato verso il basso. Lunghezza del picciolo : 3 – 10 cm. Dimensioni delle foglie: larghezza 3 – 6 cm; lunghezza 5 – 12 cm.

### Infiorescenza

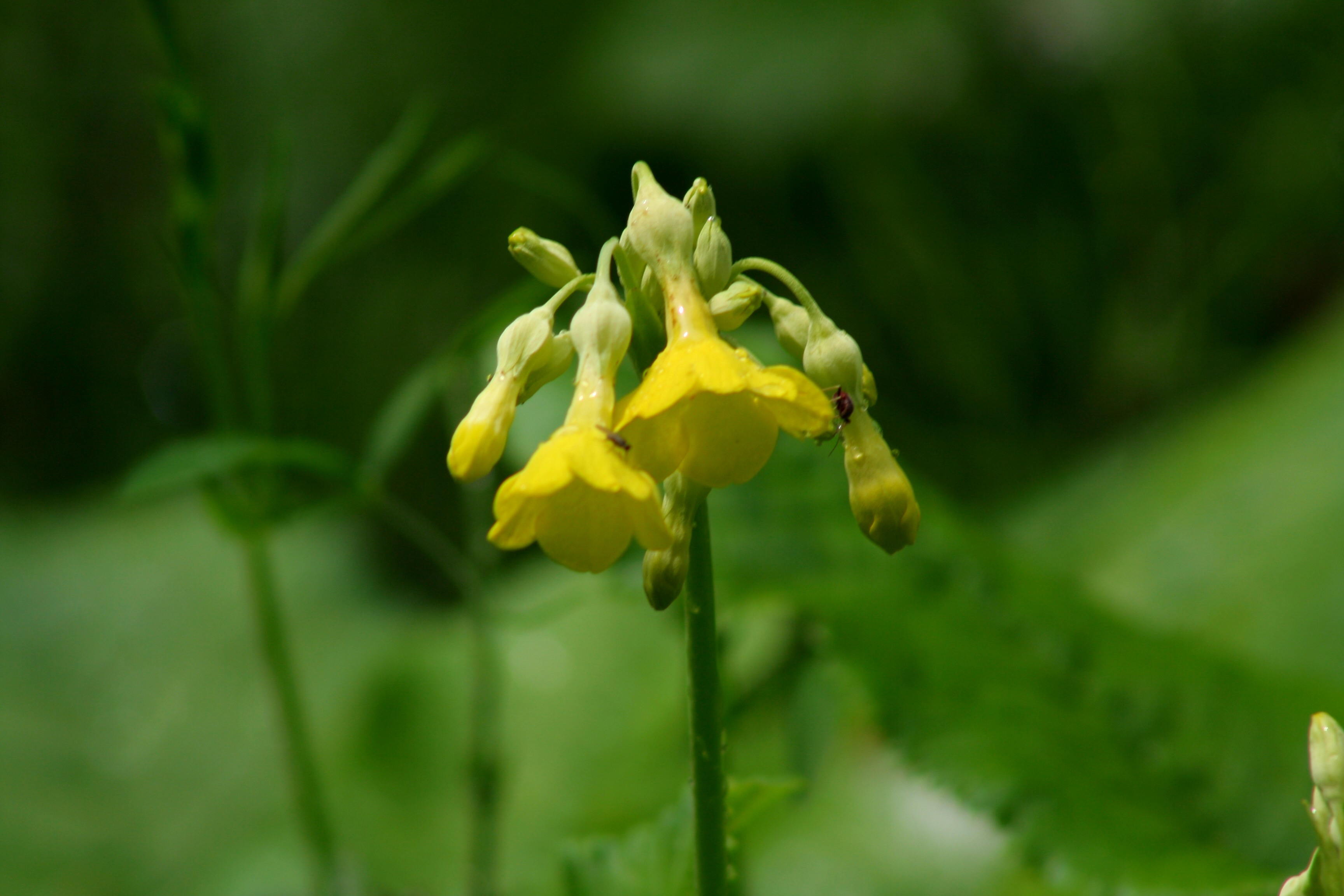
L'infiorescenza
Giardino Botanico Villa Welsperg, Val Canali, Tonadico(TN), 1038 m s.l.m. - 11/06/2008

L'infiorescenza è formata da diversi fiori (da 3 fino a 12, ma in qualche caso anche di più) ognuno col suo peduncolo e disposti ad ombrella (si diramano a raggiera all'apice del fusto). Lunghezza dei peduncoli : 2 – 18 mm.

### Fiori

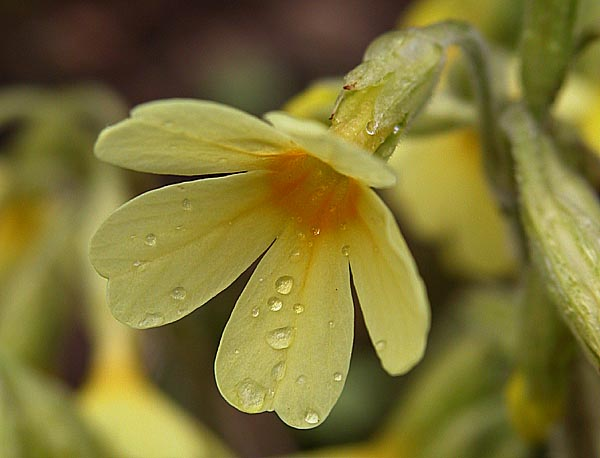
Il fiore

I fiori sono ermafroditi, attinomorfi, tetraciclici (hanno i 4 verticilli fondamentali delle Angiosperme: calice – corolla – androceo – gineceo) e pentameri (calice e corolla divisi in 5 parti). All'interno del fiore è presente del nettare e i fiori sono lievemente profumati.
- Formula fiorale:

K (5), C (5), A 5, G (5) (supero)
- Calice: il calice (gamosepalo) è diviso in cinque denti (sepali) lanceolati e lesiniformi saldati a tubo per buona parte della sua lunghezza. La forma del tubo è più o meno cilindrica con 5 spigoli acuti in corrispondenza dei sepali (lo spigolo è sorretto da un lungo nervo che termina all'apice del dente). I denti sono acuti (2 -3 volte più lunghi che larghi = lesiniformi) mentre la zona centrale del calice è lievemente rigonfia. Tutto il calice è peloso ed è persistente, inoltre in questa specie è appressato al tubo corollino (e quindi alla capsula in fase di fruttificazione della pianta). Dimensione del tubo del calice: larghezza 2 – 3 mm; lunghezza 6 – 8 mm. Dimensione dei denti: larghezza 1 – 2,3 mm; lunghezza 3 – 7 mm.
- Corolla: la corolla (gamopetala) “ipocrateriforme” è relativamente grande (più lunga del calice) costituita da 5 petali obcordati generalmente giallo-chiaro con una macchia più scura (quasi aranciata) al centro e retusi alla sommità. La corolla è “ipogina”, ossia i petali sono inseriti sul ricettacolo al di sotto dell'ovario. La parte interna della corolla è cilindrica. Diametro del tubo corollino: 2 mm.
- Androceo: gli stami sono 5 con brevi filamenti (non sporgono dalla corolla). Gli stami sono “epipetali” ossia sono inseriti direttamente nella corolla, (in posizione opposta ai petali) in alcuni casi, circa a metà del tubo corollino: in questo caso sono inclusi; in altri casi sono inseriti all'altezza della sommità della corolla (appena sotto le fauci) e in questo caso non sono inclusi ma sporgono dalle fauci.
- Gineceo: l'ovario è supero, uniloculare, formato da 5 carpelli saldati, con numerosi ovuli. La placenta è “assile” (o centrale), ossia attraversa diametralmente il pericarpo. Lo stilo è lungo e si affaccia alle fauci se gli stami sono inclusi nel tubo corollino (e quindi sono in posizione bassa), altrimenti è più corto e rimane chiuso nel tubo corollino con lo stigma capitato localizzato quindi a metà corolla circa. Questo dimorfismo (“brevistilo” e “longistilo” nella stessa specie chiamato “eterostilia”) fu studiato dal Darwin e viene considerato uno degli aspetti più interessanti di questa specie (e di altre dello stesso genere). Questa proprietà impedisce una fecondazione “autogama” (o autoimpollinazione), mentre favorisce una fecondazione entomofila (e quindi più efficiente da un punto di vista genetico) da parte degli insetti. In effetti si riscontra che l'impollinazione tra individui con lo stesso tipo di “eterostilia” è inefficace. È interessante rilevare inoltre che in una stessa popolazione le due caratteristiche sono presenti ognuna esattamente con il 50% degli individui[4].
- Fioritura: da aprile a giugno.
- Impollinazione: impollinazione entomofila tramite farfalle (anche notturne) e api.

### Frutti
Il frutto è una capsula ovoidale e deiscente alla sommità per 5-10 denti. Contiene numerosi semi. Le capsule maturano generalmente nel mese di luglio.

## Distribuzione e habitat
- Geoelemento: il tipo corologico (area di origine) è Centro-Europeo per la subsp. elatior; mentre è Orofita Sud-Europeo per la subsp. intricata.
- Distribuzione : in Italia si trova, ma in modo discontinuo, sia al nord (sulle Alpi) che al centro (sugli Appennini). In particolare la subsp. elatior è presente soprattutto nelle zone centrali delle Alpi dalla Carnia alle Alpi Marittime; mentre la subsp. intricata è più facile trovarla negli Appennini (anche se è considerata meno comune). Anche nel resto dell'Europa la distribuzione sui vari rilievi, delle due sottospecie, è lievemente diversa: Pirenei, Massiccio Centrale, Massiccio del Giura, Vosgi, Foresta Nera e Carpazi per la sottospecie elatior; Pirenei, Massiccio Centrale e Carpazi per la sottospecie intricata. Fuori dall'Europa queste piante si trovano nell'Asia temperata (Iran, Turchia, zone caucasiche) e Siberia meridionale.
- Habitat: l'habitat tipico di questa specie sono i boschi paludosi (pioppeti, ontaneti, frassineti, carpineti, querceti, betuleti e castagneti) e prati umidi; ma anche prati mesofili, praterie rase subalpine e alpine. Il substrato preferito da queste piante è sia calcareo che siliceo con pH neutro e medi valori sia nutrizionali che di umidità del terreno.
- Distribuzione altitudinale: le piante di questa specie si trovano dai 600 ai 2000 m s.l.m.; quindi frequentano i piani vegetazionali collinare, montano e subalpino.

## Fitosociologia
Anche dal punto di vista fitosociologico le due sottospecie appartengono a due diverse comunità vegetali:
| Comunità   | subsp. elatior     | subsp. intricata                             |
| ---------- | ------------------ | -------------------------------------------- |
| Formazione | Comunità forestali | Comunità delle macro- e megaforbie terrestri |
| Classe     | Carpino-Fagetea    | Molinio-Arrhenatheretea                      |

## Tassonomia
Dato il grande numero di specie, il genere Primula viene suddiviso in trentasette sezioni. P. elatior appartiene alla sezione Vernales caratterizzata dall'avere foglie membranacee, rugose e gradualmente ristrette verso la base e con fiori sempre peduncolati.

### Sottospecie
Sono note le seguenti sottospecie:
- Primula elatior subsp. elatior
- Primula elatior subsp. leucophylla (Pax) Hesl.-Harr. ex W.W.Sm. & H.R.Fletcher
- Primula elatior subsp. pallasii (Lehm.) W.W.Sm. & Forrest

### Ibridi
Primula vulgaris, Primula veris e Primula elatior presentano il fenomeno della eterostilia (vedere il paragrafo Morfologia – Gineceo) e  possono facilmente produrre ibridi tra di loro. Nell'elenco che segue sono indicati alcuni ibridi interspecifici:
- Primula × digenea A. Kern., 1875 – Ibrido fra: P. elatior  e P. vulgaris
- Primula × media Peterm., 1838 – Ibrido fra: P. elatiore P. veris
- Primula × tommasinii Gren., 1853 – Ibrido fra: P. elatior subsp. intricata e P. veris subsp. suaveolens

### Specie simili
La specie più simile è  Primula veris : si distinguono comunque per il calice discretamente più largo del tubo corollino e più rigonfio; inoltre i denti del calice hanno una base più larga; anche il colore della corolla è diverso, giallo pallido in elatior, giallo aranciato in veris.

## Usi

### Farmacia
- Proprietà curative: la medicina popolare considera questa pianta utile come espettorante (favorisce l'espulsione delle secrezioni bronchiali) e diuretiche (facilita il rilascio dell'urina). Un infuso preparato come il tè può essere utile per la tosse o l'influenza
- Parti usate: le foglie e la radice.

### Cucina
Le foglie giovani possono essere mangiate crude o cotte (hanno un sapore dolce).

### Giardinaggio
È nell'orticoltura che si accentra il maggior interesse per queste piante. Infatti le Primule accomunano due proprietà molto importanti: sono rustiche di facile impianto e molto decorative. I fioristi quindi si sono cimentati a creare un numero grandissimo di cultivar variando la colorazione dei petali, la grandezza del fiore, la bellezza delle foglie, ma anche il numero dei petali o il suo disegno. Nel giardino, questa pianta, va posizionata in zone a mezz'ombra; non teme il freddo per cui non è necessario ripararla particolarmente durante la stagione invernale.

## Galleria d'immagini

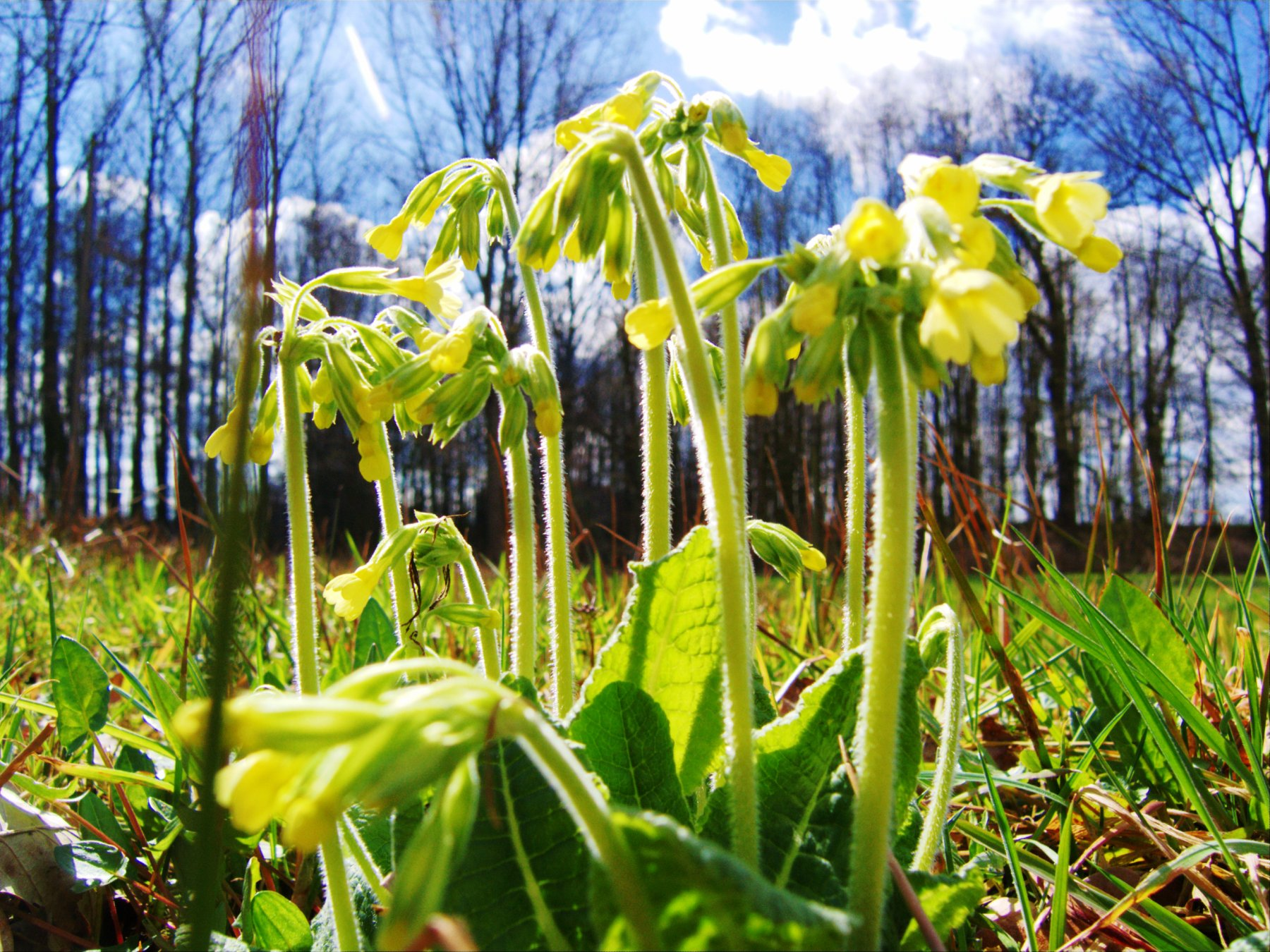
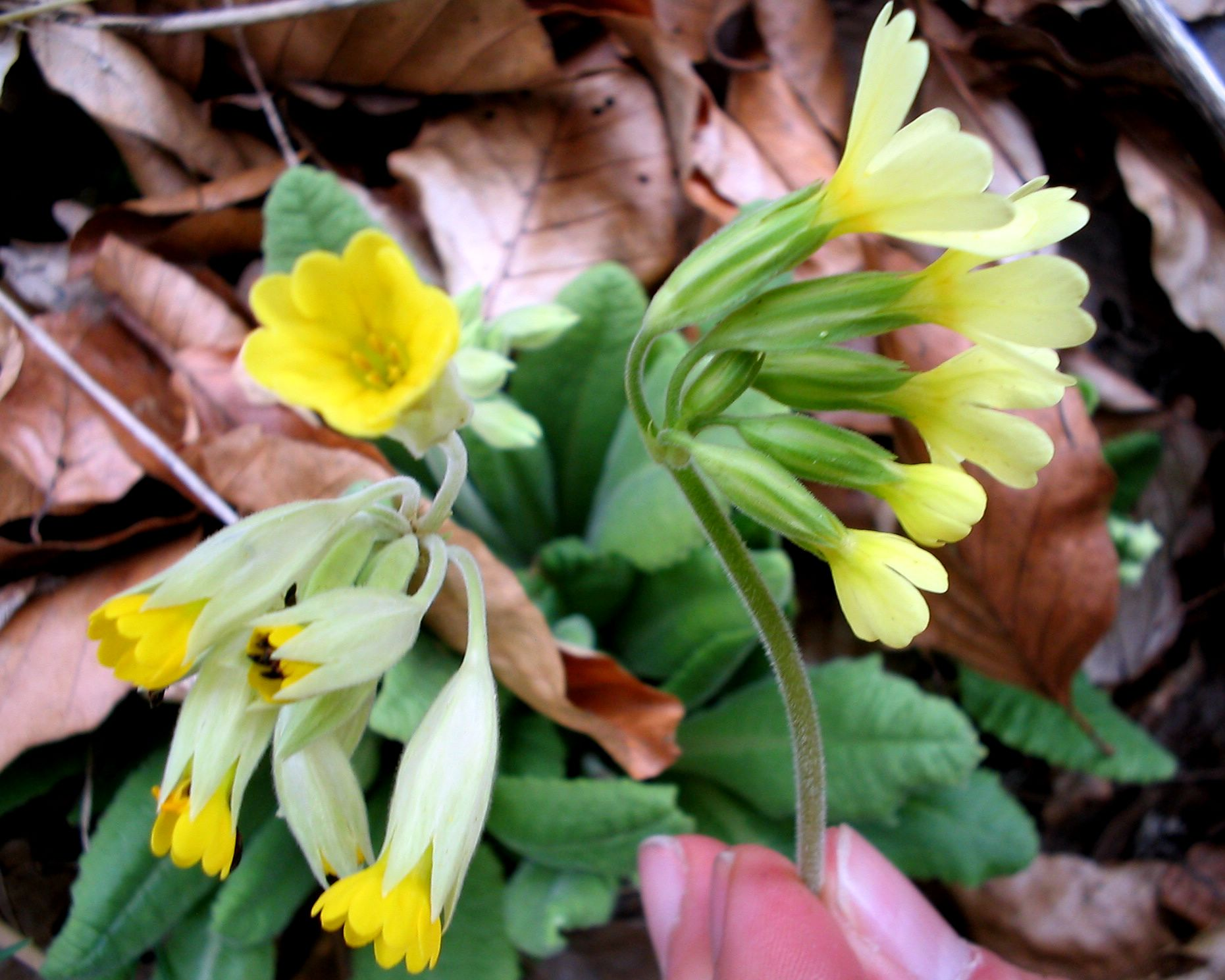
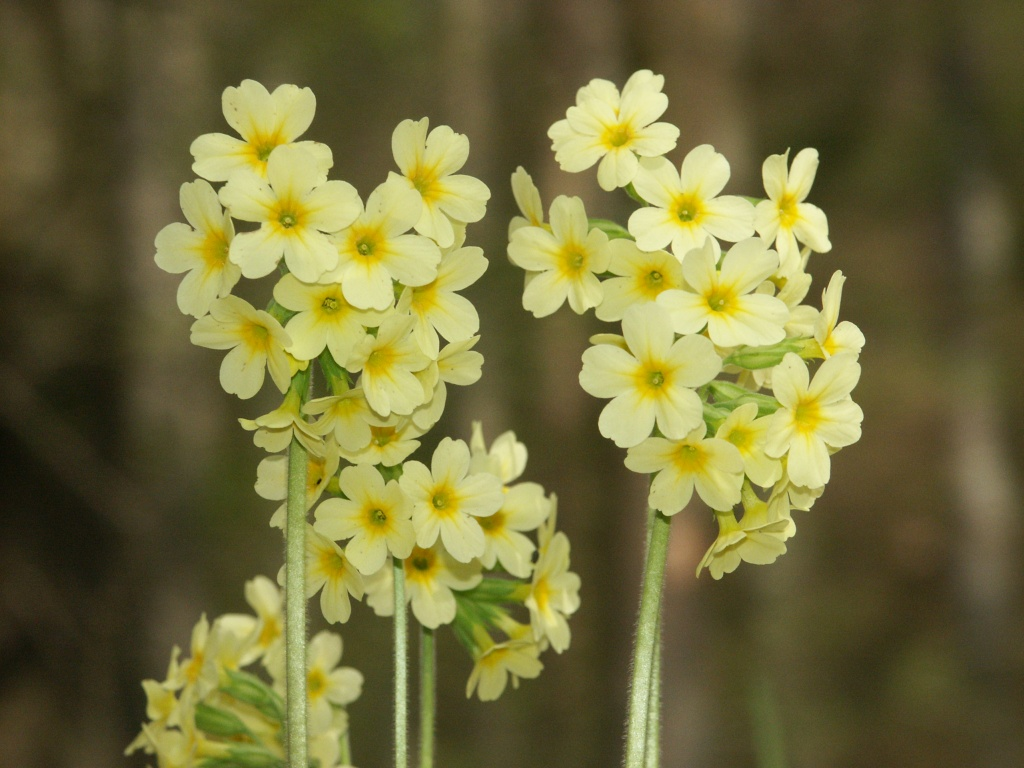
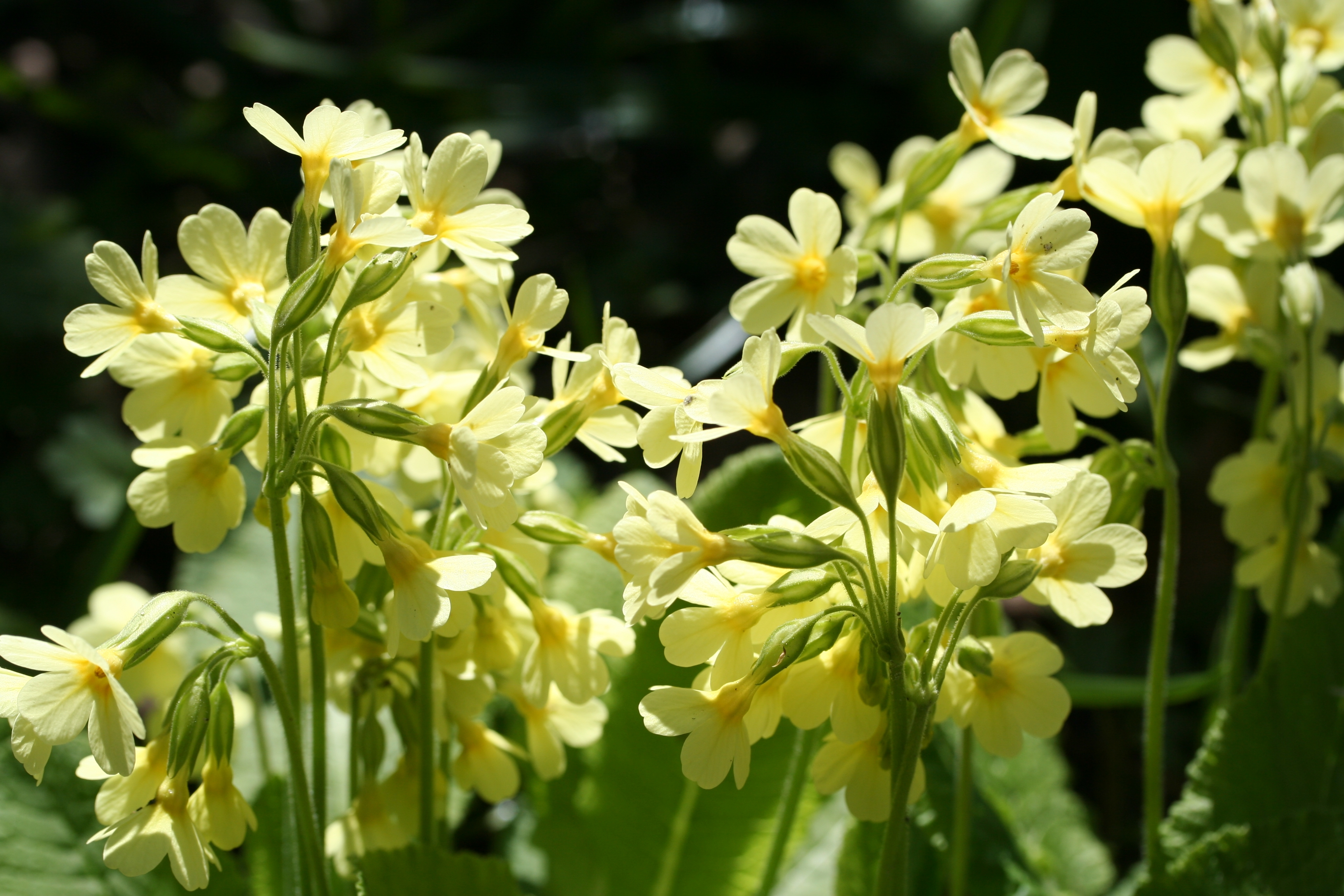